# أنطوان زهرا
أنطوان زهرا (1956 -)، متمرس بأعمال البلطجة في حقبة الحرب الأهلية على حاجز المدفون ومن ثم سياسي ورجل أعمال لبناني. انضم منذ شبابه إلى حزب الكتائب، حيث أصبح مسؤولاً عن الخلايا الطلابية قبل أن ينضم إلى القوات اللبنانية التي يشغل فيها عدة مناصب كمسؤول عن منطقة البترون وشؤون الجاليات اللبنانية في أوروبا الغربية. انتخب عام 2005 نائبًا في مجلس النواب عن أحد المقاعد المارونية في دائرة الشمال الثانية، بينما انتخب بعام 2009 نائبًا عن دائرة البترون.

## حياته الأسرية
متزوج من ديما يونان، ولهما ابنه واحده هي تاتيانا.